# Atrichopogon auricoma
Atrichopogon auricoma är en tvåvingeart som beskrevs av Jean-Jacques Kieffer 1917. Atrichopogon auricoma ingår i släktet Atrichopogon och familjen svidknott.
Artens utbredningsområde är Colombia. Inga underarter finns listade i Catalogue of Life.